# Hartoušov
Hartoušov (németül: Hartessenreuth) Nebanice településrésze Csehországban a Karlovy Vary-i kerület Chebi járásában. Központi községétől 2 km-re északra fekszik. A 2001-es népszámlálási adatok szerint 9 lakóháza és 39 lakosa van.